# 沈珒
沈珒（1421年—？），字公貴，浙江嘉興府平湖縣人，民籍，明朝政治人物。

## 生平
正統九年（1444年）甲子科浙江鄉試第一名舉人（解元），景泰二年（1451年）中式辛未科會試第一百十一名，三甲第一百十七名進士。任山東道監察御史。父母歿，廬墓終喪，卒於墓所。

## 著作
著有《橋門漫稿》、《柏台新稿》。

## 家族
曾祖沈達之；祖父沈珍；父沈昪，封南京兵部主事。兄沈琮。